# Estany Primer (Encamp)
L'estany Primer est un lac d'Andorre situé dans la paroisse d'Encamp à une altitude de 2 299 m.

## Toponymie
Estany, terme omniprésent dans la toponymie andorrane, désigne en catalan un « étang » et dérive du latin stagnum (pluriel stagna)  signifiant « étendue d'eau ».
Primer (« premier » en catalan, dérivant du latin primarius) est un qualificatif également très utilisé dans la toponymie andorrane pour différencier des éléments de même nature localisés à différentes altitudes (plusieurs paturâges ou plusieurs lacs par exemple). Primer s'applique à l'élément de la liste le plus bas situé, par conséquent rencontré en premier lorsque l'on vient de la vallée. L'estany Primer est dénommé ainsi puisqu'étant situé à l'entrée du cirque des Pessons) et à l'ouest la pointe de Peyreguils (2 703 m, il est non seulement situé moins haut que les autres lacs (Estany Rodó, Estany del Meligar) mais également le premier lac se dévoilant au randonneur qui s'aventure dans le cirque depuis le point d'entrée Grau Roig.

## Géographie

### Topographie et géologie
L'estany Primer occupe une cuvette de sur-creusement à l'entrée du cirque glaciaire des Pessons à une altitude de 2 299 m. Le lac est surplombé par le pic Baix de Cubil (2 705 m).
Comme l'ensemble du cirque des Pessons, le lac se trouve sur la chaîne axiale primaire des Pyrénées. Le socle rocheux y est formé de granite, comme dans tout le Sud-Est de l'Andorre, en raison de la présence du batholite granitique de Mont-Louis-Andorre s'étendant jusqu'en Espagne et couvrant une surface de 600 km2.
| \| Estany Primer (Encamp) \|                         |                       |
| L'estany Primer sur la carte géologique de l'Andorre | Le cirque des Pessons |
| Estany Primer (Encamp)                               |                       |

### Hydrographie
Le lac s'étend sur une surface de 2,7 ha. Ses eaux rejoignent le riu dels Pessons qui fait partie du bassin versant de la Valira d'Orient.
| \| Estany Primer (Encamp) \|                                          |                                             |
| L'Estany Primer sur la carte des bassins hydrographiques de l'Andorre | La vallée de la Valira d'Orient à Grau Roig |
| Estany Primer (Encamp)                                                |                                             |

## Faune et flore
- Omble de fontaine[9]
- Truite fario[9]

## Randonnée
Le lac est accessible à pied au départ de Grau Roig. Il se situe sur le trajet du GR7 franco-espagnol qui traverse le sud-est du pays sur 40 km, ainsi que sur le trajet du GRP. Ce dernier forme une boucle s'étendant sur environ 120 km au travers de toutes les paroisses andorranes.

## Galerie

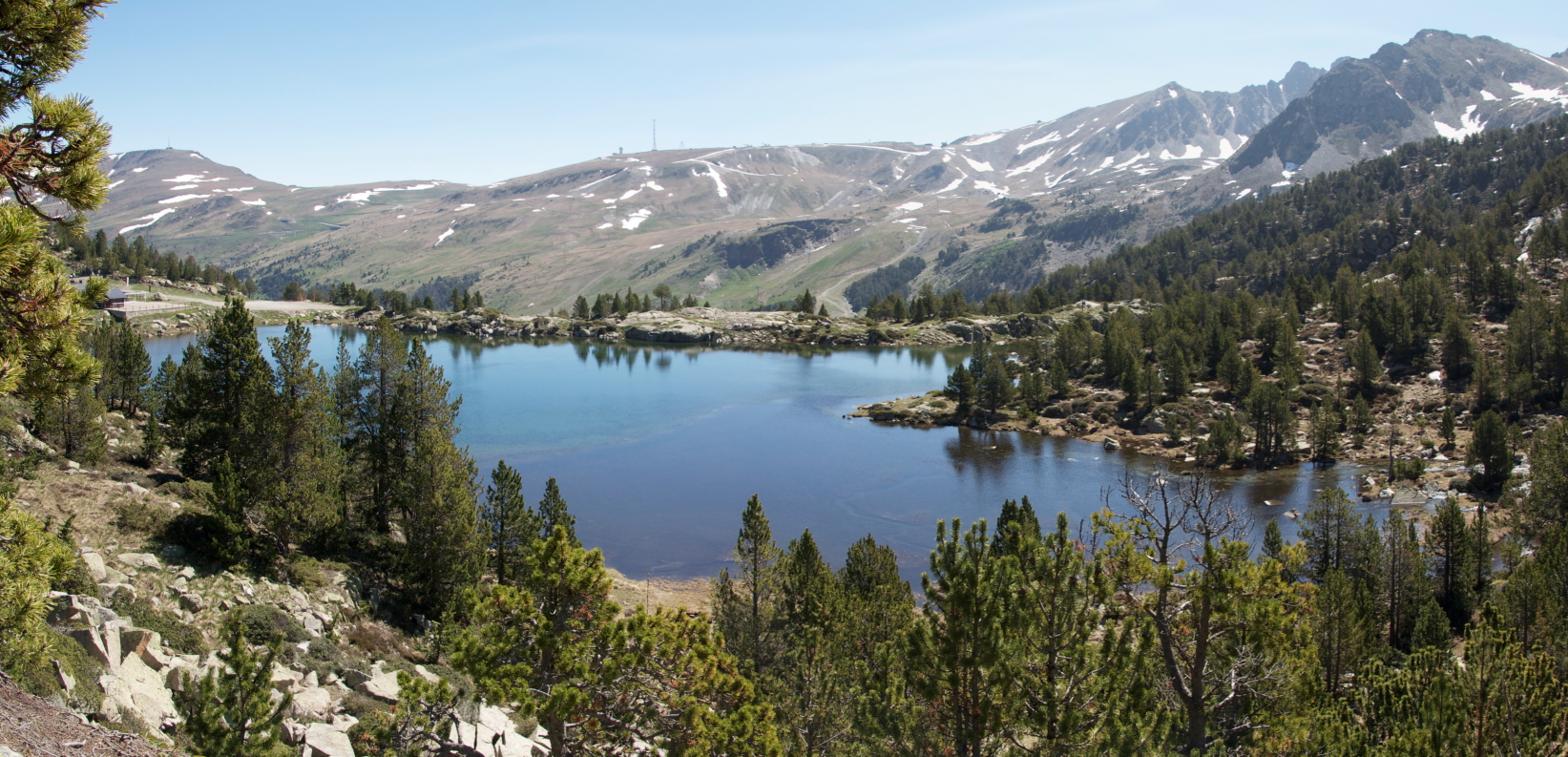
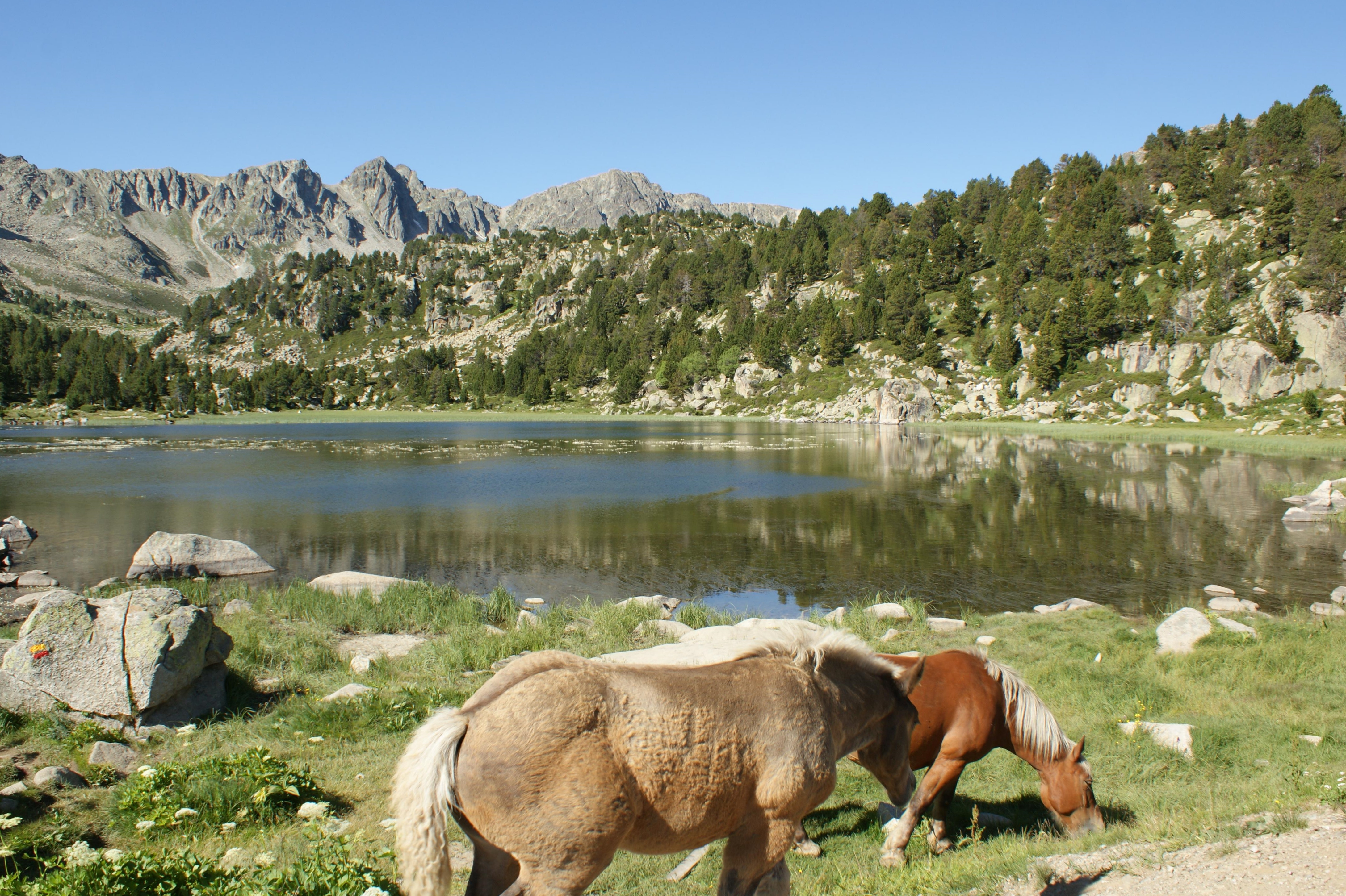
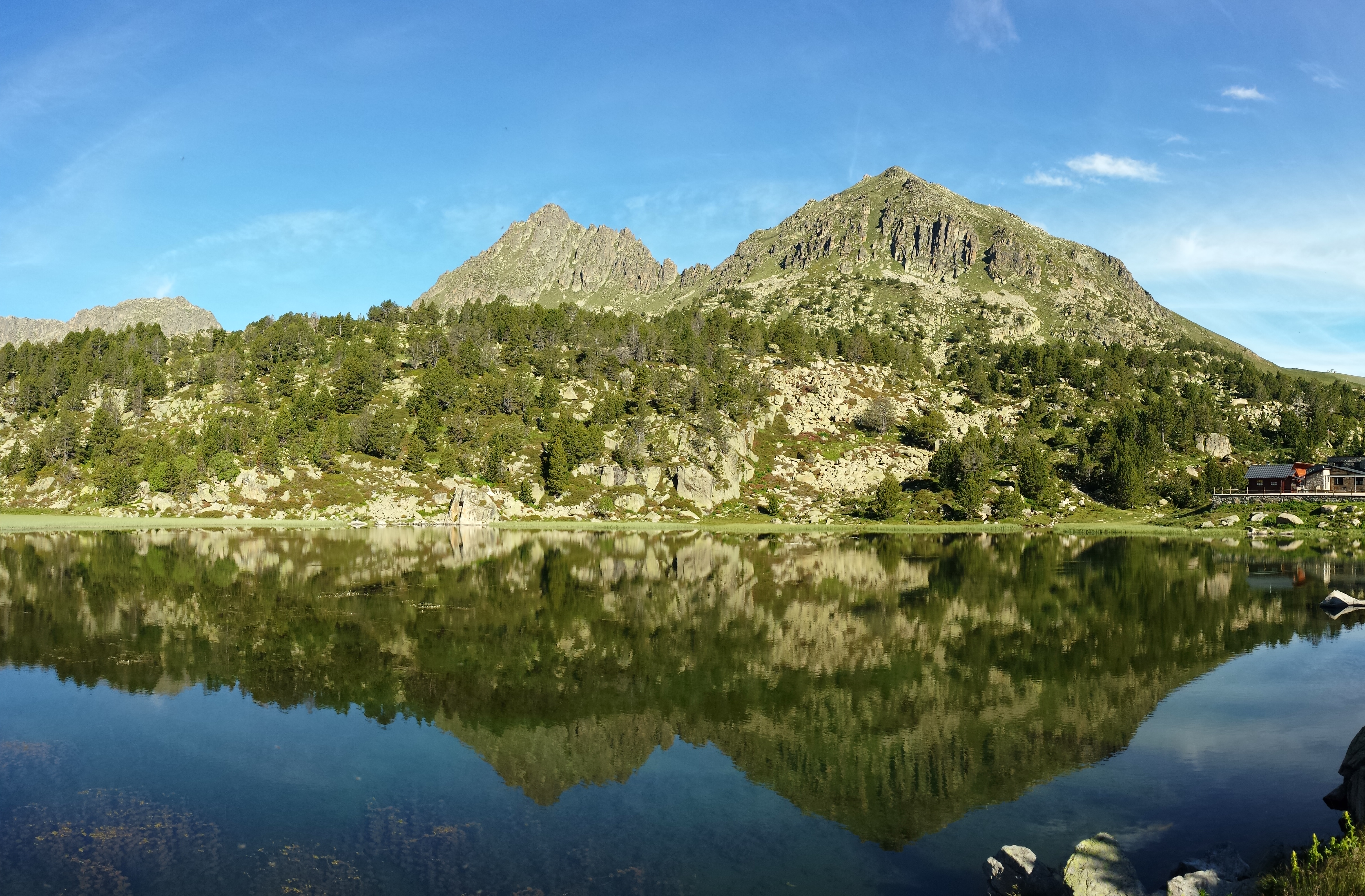
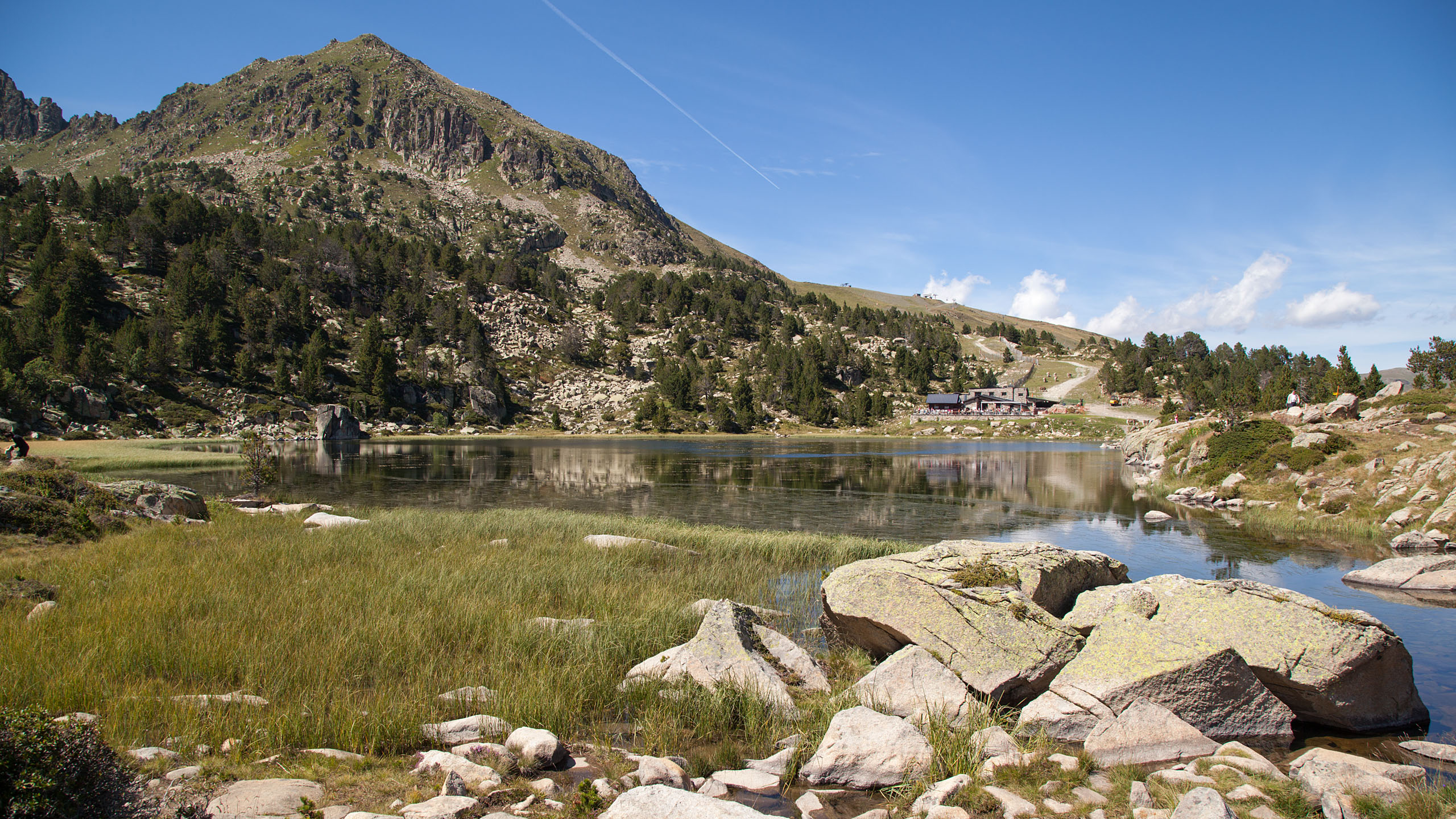